# 중원문화재연구원
중원문화재연구원은 중원문화권 지역을 중심으로 하되, 그 이외의 지역에 대하여도 문화재의 보호, 보존, 관리, 조사, 발굴 및 그 활용을 통해 민족문화를 선양하고 창조적으로 개발하기 위하여 2003년 1월 6일 설립된 문화체육관광부 소관의 재단법인이다. 사무실은 충북 청주시 흥덕구 운천동 1654에 있다.

## 주요 사업
- 전통문화와 문화재 관련 사업의 수행
- 매장문화재에 대한 지표조사, 발굴조사 등의 학술사업 및 연구서 발간
- 전통문화 및 문화재에 대한 자문 및 위탁 수행
- 중원문화권 및 향토문화사 정리를 위한 문헌조사
- 전통문화와 문화재 전문인력 양성을 위한 세미나 개최 및 지원사업
- 기타 제 1호의 목적과 관련 된 각종 사업 수행